# Fleinn Hjörsson
Fleinn skáld Hjörsson fue un vikingo y escaldo de Møre, Noruega del siglo IX.
Aparece en Landnamabok donde cita su origen en Jösureið, una isla cercana a Borgund. También aparece en Skáldatal como poeta de la corte del rey Eysteinn Beli. 
Permaneció con Þórolfr Herjólfsson apodado "rompedor de cuernos" (nórdico antiguo: hornabrjótr) y su hermano Óláfr, ambos monarcas del reino de Oppland (tierras altas). Luego viajó a Dinamarca, donde entró al servicio del rey Eysteinn, quienes disfrutaron tanto de su poesía que le fue concedida la mano de su hija en matrimonio.
Ninguna de sus obras se ha preservado. Sin embargo, en Hattatal (57), Snorri Sturluson le cita expresamente como autor de la métrica fleinsháttr (métrica de Fleinn) en la poesía escáldica. Es una variante de dróttkvætt donde la rima segunda cae en la segunda sílaba acentuada y no en la tercera. Para ilustrar este metro, Snorri compuso un verso empezando como sigue:
Hilmir hjalma skúrir
herðir sverði roðnu, ...